# Bukovik (Nova Varoš)
Bukovik (Servisch cyrillisch Буковик) is een plaats in de Servische gemeente Nova Varoš. De plaats telt 311 inwoners (2002).